# 효심이네 각자도생
《효심이네 각자도생》은 2023년 9월 16일부터 2024년 3월 17일까지 방송된 KBS 2TV 주말 드라마이다.

## 방송 시간
| 방송 채널 | 방송 기간                      | 방송 시간                   | 광고     |
| --------- | ------------------------------ | --------------------------- | -------- |
| KBS 2TV   | 2023년 9월 16일~2024년 2월 4일 | 매주 주말 저녁 8:05~밤 9:25 | 중간 2편 |
| KBS 2TV   | 2월 10일~3월 17일              | 매주 주말 저녁 7:55~밤 9:15 | 중간 2편 |

## 기획 의도
평생 가족에게 헌신했던 딸 ‘효심’이 자신을 힘들게 했던 가족에게서 벗어나 독립적인 삶을 찾아가는 과정을 그리는 드라마

## 제작진

### 제작사
- 아크미디어: KBS 2TV 월화 드라마 《연모》, KBS 2TV 월화 드라마 《크레이지 러브》, KBS 2TV 월화 드라마 《어쩌다 마주친, 그대》 제작

### 기획
- 박기호→김영조(KBS 드라마본부)

### 제작
- 안창현
- 한혜연 - 제작이사
- 도연주 - 제작총괄

### 책임 프로듀서
- 김상휘(KBS 드라마운영팀)

### 극본
- 조정선: KBS 2TV 청소년 드라마 《학교 4》(공동 집필), KBS 2TV 주말 드라마《며느리 전성시대》(집필), KBS 2TV 주말 드라마 《사랑을 믿어요》(집필), KBS 2TV 주말 드라마 《솔약국집 아들들》(집필), KBS 2TV 주말 드라마《세상에서 제일 예쁜 내 딸》(집필), SBS 주말 특별 기획 드라마 《결혼의 여신》(집필), SBS 주말 특별 기획 드라마 《내마음 반짝반짝》(집필), MBC 주말 특별 기획 드라마 《아버님 제가 모실게요》(집필) 집필

### 연출
- 김형일: KBS 2TV 《KBS 드라마시티 - 슬픈 하와이》(연출), KBS 1TV 대하 드라마 《제국의 아침》(공동 연출), KBS 2TV 월화 드라마 《구미호 외전》(연출), KBS 2TV 월화 드라마 《꽃보다 남자》(책임 프로듀서), KBS 2TV 아침 드라마 《위험한 사랑》(연출), KBS 1TV 《KBS TV 문학관 - 난장이가 쏘아올린 작은 공》(연출), KBS 2TV 《KBS TV 문학관 - 언니의 폐경》(연출), KBS 2TV 주말 드라마 《솔약국집 아들들》(책임 프로듀서), KBS 2TV 월화 드라마 《공부의 신》(책임 프로듀서), KBS 1TV 주말 특별 기획 드라마 《전우》(기획), KBS 2TV 수목 드라마 《프레지던트》(연출), KBS 1TV 일일 드라마 《기막힌 유산》(연출), KBS 1TV 대하 드라마 《태종 이방원》(공동 연출) 연출

## 등장 인물
- (†) 표시는 드라마 상에서 최종적으로 사망한 인물이다.

### 주요 인물
- 유이: 이효심 역 - 효성과 효준의 여동생. 효도의 누나. 추련과 선순의 딸. 루비와 필립 당근이 고모. 가족을 위해 헌신적으로 삼. 희주와 미림의 시누이. 태호의 아내. 쌍둥이의 어머니. TS피트니스의 트레이너→홈 트레이너. 부산대학교 졸업→영국 대학원 졸업.
- 하준: 강태호 역 - 태산그룹의 기획실장→태산그룹의 본부장. TS피트니스 회원. 죽은 준범과 죽은 민정의 아들. 죽은 진만과 명희의 친손자. 태민의 친동생. 태희의 사촌오빠. 효심이의 남편. 쌍둥이의 아버지. 루비와 필립의 고모부 당근이 고모부
- 고주원: 강태민 역 - 태산그룹의 총괄본부장→태산그룹의 부회장→태산그룹의 회장. 태호의 친형. 진범과 숙향의 양아들. 죽은 준범과 죽은 민정의 친아들. 태희의 양오빠이자 사촌오빠. 죽은 진만과 명희의 친손자.효심을 짝사랑함.수경의 전남편.

### 효심이네
- 윤미라: 이선순 역 - 효성,효준, 효심, 효도의 어머니, 희주와 미림의 시어머니. 태호 의 장모 .루비와 필립의 친할머니.쌍둥이 외할머니 추련의 아내.
- 남성진: 이효성 역 - 효심의 큰 오빠, 대한민국의 가장. 추련과 선순의 첫째 아들. 효준과 효도의 형. 희주의 남편. 루비와 필립의 아버지. 당근이 큰아빠 ,쌍둥이 큰외삼촌, 태호의 큰형님 .태산그룹 차장(1)→택배 기사→실직→태산그룹 차장(2)으로 돌아와 복귀→태산그룹 부장.
- 임지은: 양희주 역 - 효성의 아내, 추련과 선순의 큰며느리. 루비와 필립의 어머니. 효심의 올케언니. 효준과 효도의 형수.쌍둥이 큰외숙모
- 설정환: 이효준 역 - 효심의 둘째 오빠, 효성의 남동생. 효도의 형. 추련과 선순의 둘째 아들. 희주의 시동생. 루비와 필립의 삼촌. 영화 감독→고시생→변호사. 미림의 남편. 당근이 아빠.쌍둥이 작은외삼촌
- 김도연: 이효도 역 - 효성, 효준, 효심의 남동생, 집안의 골칫덩이. 간죽간살, 꼴통새끼. 희주의 시동생. 루비와 필립 당근이 삼촌.쌍둥이 막내 외삼촌, 추련과 선순의 막내 아들. 태희의 전 남편.
- 이가연: 이루비 역 - 효성, 희주의 장녀, 고등학생(2학년). 효준, 효심, 효도의 조카. 추련과 선순의 친손녀. 필립의 누나.당근이 사촌누나
- 이주원: 이필립 역 - 효성, 희주의 막내 아들, 초등학생(4~6학년). 집안의 귀염둥이. 추련과 선순의 친손자. 효준, 효심, 효도의 조카. 루비의 남동생.당근이 사촌형

### 태호네
- 정영숙: 최명희(가명 : 최금자) 역 - 진범과 죽은 준범의 어머니, 태산그룹 전 고문. 태민,태호, 태희의 친할머니. 죽은 진만의 아내. 숙향의 시어머니 효심의 시할머니
- 이휘향: 장숙향 역 (1~50회) - 진범의 처, 태민의 양어머니이자 큰어머니. 태희의 친어머니. 명희의 며느리. 태호의 큰어머니. 준범과 민정을 죽이라고 진수에게 시킨 당사자. 수감자.
- 노영국(1~7회)→김규철(8~48회, 51회): 강진범 역 - 태산그룹 회장, 숙향의 남편. 태민의 양아버지이자 큰아버지. 태희의 친아버지. 진만과 명희의 아들. 죽은 준범의 형. 태호의 큰아버지.
- 이광기: 염진수 역 (1~47회, 50회) - 태산그룹 전무, 숙향의 조력자. 준범과 민정을 죽인 당사자.
- 김비주: 강태희 역 - 태산 그룹의 귀한 따님, 숙향과 진범의 친딸. 태민의 양여동생이자 사촌 여동생. 태호의 사촌 여동생. 효도의 전 아내. 숙향이 진수를 시켜 준범과 민정을 죽이라고 지시한 것을 들은 증인.

### 의천빌라
- 전원주: 방끝순 역 - 의천빌라 건물주, 트로트를 좋아하고 폐지를 줍고 다니는 의천빌라 스크루지.
- 박근수: 박우주 역 - 가온의 아버지, TS피트니스 골프 강사.
- 김유하: 박가온 역 - 의천빌라의 귀염둥이, 우주의 딸. 초등학생(2학년).

### TS피트니스
- 강신조: 양전민 역 - 매출에 목숨을 건 남자, 태민, 태호에게 잘 보이려고 노력한다.
- 노상보: 황치산 역 - 효심을 잘 따르는 어리벙벙한 트레이너
- 이예솔[2]: 민가영 역 - 화려한 화장과 꽉끼는 레깅스로 남자 회원들의 눈길을 사로잡는 효심과 정반대의 트레이너
- 진현태: 장선우 역 - 효심을 견제하는 트레이너
- 윤예인: 이말자 역 - 오전 6시에 항상 첫 타자로 오시는 수다스러운 할머니
- 추은경: 강정숙 역 - 효심의 진상 회원, 죽으라고 운동시키는데 미친 듯이 먹어서 살이 안빠지는 아줌마.
- 이춘식: 황노식 역 - 정치 이야기를 좋아하는 할아버지, 인수와 사이가 안 좋기다.
- 박기선: 최인수 역 - 현직 정형외과 의사. 한 번도 나오지 못 한 비운의 캐릭터.
- 김종훈: 최미남 역 (1회) - 공과 사를 구분하지 못해 TS피트니스에서 한바탕 소동이 일어나게 한 트레이너

### 그 외 인물
- 남보라: 정미림 역 - 변호사→연예인 지망생→변호사 겸 배우. 효준의 아내. 추련과 선순의 작은며느리. 효성의 제수. 효심의 올케언니. 효도의 형수. 당근이 엄마.
- 임주은 : 최수경 역 - 대한민국 최고의 종편 TV라이브의 앵커이자 회장 따님. 태민의 전아내.
- 이승철: 최강호 역 - TV라이브 회장, 수경의 아버지. 언론의 의무에 대해 관심없고 사리사욕에 관심 많다.
- 미상: 한나영 역 - 가온의 친엄마. 한때 텐프로에서 가장 잘 나가는 여자였지만, 이제는 쇠락(?) 하여 지방 소도시에서 일하다가 가온이 텔레비전에 나온 것을 보고 찾아온다는 설정이었으나,가온의 친엄마는 가온이가 어릴적 사망한것으로 설정이 바뀌면서 등장하지 못한 비운의 캐릭터.
- 안홍진[3]: 사채남(박정민) 역 - 프랜차이즈 인당수에서 사채업을 하는데 효심의 고생 많은 지분을 차지하고 있다.
- 윤복성: 강준범 역(†, 43회) - 태호의 아버지, 생전에 유능해서 태산의 후계자나 마찬가지였다. 대관령 고개 사고로 사망. 민정의 남편. 진범의 동생. 태민의 친아버지. 태희의 작은 아버지. 숙향의 시동생. 진만과 명희의 둘째 아들.
- 강주희: 서민정 역(†, 43회) - 태호의 어머니, 생전에 다정다감했다. 대관령 고개 사고로 사망. 준범의 아내. 태민의 친어머니. 태희의 작은 어머니. 진범의 제수. 숙향의 손아래 동서. 진만과 명희의 며느리.
- 김미라: 서 마담(서현경) 역 - 태산그룹 강진만의 첩, 명희의 조력자.
- 박여름: 한소라 역 - 간호사, 임신 중이다.
- 미상: 강근만 역(†) - 태산그룹 초대 회장, 명희의 남편. 진범과 죽은 준범의 아버지. 태민, 태호, 태희의 친할아버지.

### 기타 인물
- 남경읍: 이추련 역(41~50회) - 고등학교 윤리 선생님이자 효성, 효준, 효심, 효도 4남매의 아버지. 선순의 남편. 효심이가 9살 때 출근 후 돌아오지 않은, 가출하여 행방불명인 상태
- 김준호: 강철수 역 - 이루비의 남자친구.
- 정채운: 노래자랑 진행자 역
- 김서연: 박미희 역 (47~50회) - 효성이 학생 때 음악 선생님이자 추련과 재혼한 아내로 추정되는 인물
- 미상: 오 씨네 가족 역 (47~48회) - 방끝순의 아들과 아내, 손자와 손녀이며 손자의 이름만 공개된 상태

### 특별 출연
- 영탁: 판매 직원 역(28회) - 효심과 태호의 커플 쇼핑을 돕는다.
- 박명수: 연예인 박명수 본인 역[4](45회) - 선순과 끝순의 가게 손님.
- 남명렬: 박진명 이사 역[5](47회) - 31화에서 강태호와 이효성의 대화에서 언급된 인물로 장숙향의 모든 불법 행위를 증명할 자료를 갖고 있어 그녀의 위협을 받고 있는 탓에 미국에서 잠적했다고 한다. 겨우 연락에 성공한 태호를 통해 최명희가 살아있다는 걸 알게 되자 조만간 인사 드리겠다고 한 후 한국으로 귀국한다.

## OST
- Part.1 임정희 - 나의 노래(2023년 9월 17일)
- Part.2 영탁 - 각자도생(2023년 9월 24일)
- Part.3 김보경 - 저기 빛나는 별처럼(2023년 12월 3일)
- Part.4 DK - 지난밤의 꿈처럼(2023년 12월 17일)
- Part.5 한빈(포맨) - 너를 하루도 빠짐없이 사랑했었어(2024년 1월 28일)
- 삽입곡 - 무정

## 시청률
최저 시청률과 최고 시청률은 시청률 조사회사와 지역별로 시청률에 차이가 있을 수 있습니다.
| 2023년 | 2023년    | 2023년         | 2023년         | 2023년       |
| 회차   | 방송일    | TNMS 시청률    | AGB 시청률     | AGB 시청률   |
| 회차   | 방송일    | 대한민국(전국) | 대한민국(전국) | 서울(수도권) |
| ------ | --------- | -------------- | -------------- | ------------ |
| 제1회  | 9월 16일  | 14.7%          | 16.5%          | 14.3%        |
| 제2회  | 9월 17일  | 15.9%          | 18.4%          | 16.7%        |
| 제3회  | 9월 23일  | 13.8%          | 15.7%          | 14.1%        |
| 제4회  | 9월 30일  | 8.8%           | 11.1%          | 10.0%        |
| 제5회  | 10월 8일  | 12.2%          | 13.7%          | 12.6%        |
| 제6회  | 10월 14일 | 12.1%          | 14.3%          | 12.9%        |
| 제7회  | 10월 15일 | 12.4%          | 16.8%          | 15.7%        |
| 제8회  | 10월 21일 | 12.6%          | 15.3%          | 14.2%        |
| 제9회  | 10월 22일 | 13.3%          | 17.0%          | 15.7%        |
| 제10회 | 10월 28일 | 12.2%          | 14.7%          | 13.3%        |
| 제11회 | 10월 29일 | 13.6%          | 15.4%          | 13.7%        |
| 제12회 | 11월 4일  | 12.3%          | 14.9%          | 13.6%        |
| 제13회 | 11월 5일  | 13.8%          | 16.8%          | 15.5%        |
| 제14회 | 11월 11일 | 12.2%          | 15.5%          | 14.1%        |
| 제15회 | 11월 12일 | 14.2%          | 16.6%          | 14.6%        |
| 제16회 | 11월 18일 | 11.9%          | 14.5%          | 13.0%        |
| 제17회 | 11월 19일 | 13.4%          | 15.5%          | 13.9%        |
| 제18회 | 11월 25일 | 13.0%          | 15.6%          | 14.0%        |
| 제19회 | 11월 26일 | 13.9%          | 17.7%          | 16.1%        |
| 제20회 | 12월 2일  | 12.3%          | 16.6%          | 15.1%        |
| 제21회 | 12월 3일  | 13.8%          | 17.4%          | 15.8%        |
| 제22회 | 12월 9일  | 13.1%          | 16.7%          | 15.6%        |
| 제23회 | 12월 10일 | 14.1%          | 17.8%          | 16.5%        |
| 제24회 | 12월 16일 | 14.1%          | 16.7%          | 14.9%        |
| 제25회 | 12월 17일 | 16.5%          | 18.8%          | -            |
| 제26회 | 12월 23일 | 12.7%          | 15.8%          | -            |
| 제27회 | 12월 24일 | 14.6%          | 17.5%          | -            |
| 제28회 | 12월 30일 | 13.3%          | 17.6%          | -            |
| 제29회 | 12월 31일 | 12.4%          | 16.2%          | -            |
| 2024년 |           |                |                |              |
| 제30회 | 1월 6일   | -              | 17.5%          | 16.3%        |
| 제31회 | 1월 7일   | -              | 19.0%          | 17.1%        |
| 제32회 | 1월 13일  | -              | 18.3%          | 16.6%        |
| 제33회 | 1월 14일  | -              | 20.9%          | 19.3%        |
| 제34회 | 1월 20일  | -              | 17.6%          | 16.1%        |
| 제35회 | 1월 21일  | -              | 21.4%          | 19.8%        |
| 제36회 | 1월 27일  | -              | 18.6%          | 17.5%        |
| 제37회 | 1월 28일  | -              | 20.8%          | 18.6%        |
| 제38회 | 2월 3일   | -              | 20.6%          | 18.4%        |
| 제39회 | 2월 4일   | -              | 22.1%          | 20.3%        |
| 제40회 | 2월 10일  | -              | 16.2%          | 14.6%        |
| 제41회 | 2월 11일  | -              | 18.3%          | 16.2%        |
| 제42회 | 2월 17일  | -              | 19.3%          | 17.8%        |
| 제43회 | 2월 18일  | -              | 21.1%          | 18.6%        |
| 제44회 | 2월 24일  | -              | 18.8%          | 16.7%        |
| 제45회 | 2월 25일  | -              | 21.0%          | 18.2%        |
| 제46회 | 3월 2일   | -              | 18.8%          | 17.0%        |
| 제47회 | 3월 3일   | -              | 22.1%          | 20.2%        |
| 제48회 | 3월 9일   | -              | 19.3%          | 16.9%        |
| 제49회 | 3월 10일  | -              | 22.1%          | 19.9%        |
| 제50회 | 3월 16일  | -              | 19.7%          | 17.8%        |
| 제51회 | 3월 17일  | -              | 22.0%          | 20.0%        |

## 같이 보기
- 대한민국의 텔레비전 드라마 목록 (ㅎ)
- 2023년 대한민국의 텔레비전 드라마 목록

## 수상 목록
- 2023년 KBS 연기대상
  - 여자 인기상: 유이
  - 베스트 커플상: 하준&유이
  - 장편드라마 부문 남자 우수상: 하준
  - 여자 최우수상: 유이

## 결방 사유 및 편성 변경 및 연장
- 2023년 9월 24일: 《2022 항저우 아시안 게임 - 남자축구 E조 조별리그 3차전 <대한민국 VS 바레인>》 중계방송으로 인한 결방.
- 2023년 9월 30일: 《2022 항저우 아시안 게임》 중계방송으로 인해 저녁 8시 20분[8]으로 편성 변경. (4회)
- 2023년 10월 1일, 2023년 10월 7일: 《2022 항저우 아시안 게임》 중계방송 편성으로 인한 결방.
- 2023년 10월 22일: KBS 스포츠 2023년 KBO 리그 준플레이오프 1차전 NC 다이노스 VS SSG 랜더스 중계방송으로 인해 저녁 8시 15분으로 편성 변경. (9회)
- 2023년 11월 5일: KBS 스포츠 2023년 KBO 리그 플레이오프 5차전 NC 다이노스 VS kt wiz 중계방송으로 인해 저녁 8시 30분으로 편성 변경. (13회)
- 2024년 2월 15일: 효심이네 각자도생 방영 분량이 50부작에서 1회 연장되어 51부작으로 변경 및 확정되었다.